# SUPER DICE CRAPS
SUPER DICE CRAPSはセガが開発した、カジノゲームであるクラップスを大幅に簡略化したメダルゲームである。1995年2月リリース。

## 概要
このゲームは、クラップスと同様に二個のサイコロを利用する。筐体の中央に透明のドームがあり、通常はドームの端にサイコロが収納されている。ベットが終了すると、シューターであるプレイヤーもしくはCPUがサイコロを振るのだが、プレイヤーがシューターの場合はプレイヤーのサテライトに設置されているボタンを叩くことによりサイコロを振ることができる。そのサイコロの出た目に応じてベットの勝ち負けが決まる。

## ルール
クラップスのうちプレースベット・ハードウェイ・エニーセブンの賭け方が採用されている。クラップスのシステムを知っている人から見れば、「カムアウトロールがなく、ポイントロールを延々と繰り返すゲーム」である。

### プレースベット
SUPER DICE CRAPSの基本の賭け方である。サイコロの目の合計が4・5・6・8・9・10の内のいずれかになるかを予想し、それぞれに賭ける。その目が出れば勝ちとなり、下記の表の配当でメダルが増える。勝って獲得したメダルはそのまま次のゲームへ持ち越すことができる。出目の合計が7以外の場合、他の目は引き分けとなり賭けは続行される（実質1倍の配当）。例えば、4に5枚、5に10枚賭けていた時、出目の合計が5となった場合5へのベット枚数が20枚に増加し、4へのベット数は5枚のままとなる。
しかし、サイコロの目の合計が7になると負け(Seven-Out)になり、プレースベットの各目に賭けてあるメダルは全て没収される。逆に言えば、プレースベットに賭けてあるメダルはサイコロの目の合計が7にならない限り没収されない。
| プレースベット | 4     | 5     | 6     | 8     | 9     | 10    |
| -------------- | ----- | ----- | ----- | ----- | ----- | ----- |
| 配当           | 2.5倍 | 2倍   | 1.8倍 | 1.8倍 | 2倍   | 2.5倍 |
| 出現率         | 1/12  | 1/9   | 5/36  | 5/36  | 1/9   | 1/12  |
| 控除率         | 4.17% | 5.56% | 5.56% | 5.56% | 5.56% | 4.17% |

ベットは一カ所に最低5枚から最高50枚まで行える（店舗の設定による）が、ベットし直すまでは50枚を超えてもベット枚数は保持される（最大999枚）。例えば6の目に50枚ベットした状態で、6が出ると6へのベット枚数は(50*1.8=)90枚になる。また、ベットは小数点第一位まで計算される。
ベットを受け付けている間はいつでも賭けてあるメダルをクレジットに戻すことができるので、時機を見計らってクレジットに戻す必要がある。ただし小数点以下の端数はクレジットへ戻らず、後述のシューターボーナスへ計上される。

### ハードウェイ
サイコロがぞろ目になる事を予測する賭け方である。この賭け方は一回勝負であり、対象となるゲームでぞろ目が出なければ負けとなる。配当は5倍であるが、確率は6分の1であるため、控除率は16.67%となる。ベットされることは少ない。

### エニーセブン
サイコロの目の合計が7になる事を予測する賭け方である。この賭け方も一回勝負であり、対象となるゲームで7が出なければ負けとなる。配当は5倍であるが、確率は6分の1であるため、控除率は16.67%となる。こちらもベットされることは少ない。

## シューター
サイコロを振るプレイヤーもしくはCPUをシューターと呼ぶ。シューターになる権利（シューター権）はサイコロが振られるごとにサテライトを反時計回りに移動して行くが、プレイヤーがベットを続けている間はシューター権を保持する事ができる。ただし、7の目を出した場合とシューターボーナス（後述）を獲得した場合はシューター権を失う。

### シューターボーナス
シューターボーナスは、シューターのみが獲得できる可能性のあるボーナスである。シューターであるプレイヤーが11の目を出すと「シューターボーナスチャンス」という状態になり、この状態の時にもう一度11の目を出すと獲得できる。ただし、シューターボーナスチャンスはシューターが移った時点で解除される。初期値が50枚（店舗の設定による）で、ベットの量に応じて増加して行く、いわゆるプログレッシブジャックポットである。
確率的には、7の目が出る前に11の目が出る確率は1/4なので、7の目が出る前に11の目が2回出る確率は1/16である。つまり、シューターボーナスは16回シューターの権利が回ってくれば平均して1回は獲得できる計算になる。店舗の込み具合にもよるが、シューターの権利が早く回ってくる状況であれば、かなり有利にプレイすることができる。

### シューターの称号
連続してシューターを続ける事により、その回数に応じた称号がメインモニタに表示された。
10-19投目NICE SHOOTER
20-29投目BIG SHOOTER
30-39投目SUPER SHOOTER
40-49投目MIRACLE SHOOTER
50-99投目THE SHOOTER
100投目以降GOD

## プレイの基本
端数を発生させないため、4・10へのベットは偶数枚、6・8へのベットは5の倍数枚にするべきである。シューターがいかに7を出さないようにするかというゲーム性（狙ってできるものではないが、仮に7が全く出ないとすれば、エニーセブン以外の控除率は0%以下になる）故にエニーセブンに賭けることは歓迎されない。また控除率からしても、ハードウェイやエニーセブンにはベットすべきではない。

## 備考
メダルゲーム機器として、日本ではカジノゲームとして認知を得られていないクラップスをゲーム化するという試みだった。
またメダルゲームにおいては「マスメダルマシンにおいて、特定のプレイヤーが直接賭けの対象物を操作する」という基軸を取り入れた初のマシンでもある（後に同社「ルーレットクラブ」に受け継がれた）。
一部海外カジノファンなどの「既にゲームを知っている人間」からは、単純化のあまりパス・ドントパスなどの「クラップスの基本」までを削ってしまった点についてよしとされない評価を得ている部分もあるものの、実はクラップスのルール把握で一番難易度が高いのは、パス・ドントパスとポイント発生後において「判定のルールが変化する」ことにより、今どの状態でプレイしているのかがわからなくなるという点であり、これを削ることはやむを得ないとする見方もある。
技術的には、サイコロにRFIDを内蔵(ビンゴパーティで使われた技術の拡張)しており、実際のサイコロの出目を判定している。
また、サテライト席のサイコロを打ち出すボタンには感圧センサーが内蔵されており、サイコロを投げる強弱も再現している。
そのため、コンピュータが介在するメダルゲーム(例えば競馬ゲーム)にありがちな、あらかじめ計算済みの抽選結果を物理的に再現しているのではなく、実際のクラップス同様に、クラップスのルールと実際のサイコロの出目のみでペイアウトを判定している。
現在ではこのゲームはほとんど稼働していない。原因については複数考えられ、
- 初期製造機器にプログラムのバグが存在した（シューターボーナスが何重にも獲得できる）
- 可動部が多く、またゲームの性質上、サイコロやボタンの消耗が激しいため、メンテナンスの手間が多大である
  - サイコロは、クッションのスポンジと出目を判定する為のRFIDチップを封入した樹脂製だが、物理的衝撃を受けるため、破損しやすい
  - サイコロを打ち出すためのボタンや、内蔵の感圧センサーが衝撃で物理的に破損しやすい

などが理由に挙げられる。
なお、本来のクラップスとは内容も全く異なる続編を想定した「スーパーダイスクラップス2」（出目の合計を予想する点は同じだが、全てのベットが1回勝負となり、7か11が出た場合のみベットが継続され、3回連続して7か11を出す事でシューターボーナスが獲得できた）が一時期東京都の店舗に於いてロケテストが行われていたが、商品として販売されるまでには至らなかった。